# Umirat legko
Umirat legko (russisk: Умирать легко) er en russisk spillefilm fra 1999 af Aleksandr Khvan.

## Medvirkende
- Polina Kutepova som Liza
- Aleksandr Lazarev som Ilja
- Georgij Taratorkin som Feliks
- Svetlana Bragarnik som Jelena
- Aleksandr Tjunin som Igor